# Джамаль Таха
Джамаль Таха (нар. 23 листопада 1966) — ліванський футболіст, що грав на позиції півзахисника.
Насамперед відомий виступами за клуб «Аль-Ансар», а також національну збірну Лівану.

## Клубна кар'єра
У дорослому футболі дебютував 1986 року виступами за команду клубу «Аль-Ансар», в якій провів чотири сезони. 
Протягом 1990—1991 років захищав кольори команди клубу «Сафа».
У 1991 році повернувся до клубу «Аль-Ансар», за який відіграв 15 сезонів.

## Виступи за збірну
1993 року дебютував в офіційних матчах у складі національної збірної Лівану.

## Титули і досягнення

### Гравець
- Чемпіон Лівану: 1987-88, 1989-90, 1990-91, 1991-92, 1992-93, 1993-94, 1994-95, 1995-96, 1996-97, 1997-98, 1998-99
- Володар Кубка Лівану: 1987-88, 1989-90, 1990-91, 1991-92, 1993-94, 1994-95, 1995-96, 1998-99, 2001-02
- Володар Елітного кубка Лівану: 1997, 2000
- Володар Кубка Федерації Лівану: 1999, 2000
- Володар Суперкубка Лівану: 1996, 1997, 1998, 1999

### Тренер
- Чемпіон Лівану: 2006-07
- Володар Кубка Лівану: 2006-07, 2011-12
- Володар Суперкубка Лівану: 2012
- Володар Кубка виклику Лівану: 2014